# Pleosporaceae
Le Pleosporaceae (Pleosporaceae Nitschke, 1869) sono una famiglia di funghi ascomiceti dell'ordine Pleosporales. Comprende funghi parassiti di diverse piante.

## Tassonomia
Comprende i seguenti generi:
- Alternaria
- Bipolaris
- Cochliobolus
- Crivellia
- Curvularia
- Decorospora
- Dendryphion
- Drechslera
- Edenia
- Embellisia
- Epicoccumnbsp
- Exserohilum
- Extrawettsteinina
- Falciformispora
- Johnalcornia
- Kriegeriella
- Leptosphaerulina
- Lewia
- Macrospora
- Macroventuria
- Monascostroma
- Neocamarosporium
- Nimbya
- Paradendryphiella
- Pithomyces
- Platysporoides
- Pleospora - genere tipo
- Pseudoyuconia
- Pyrenophora
- Setosphaeria
- Stemphylium
- Ulocladium
- Undifilum
- Wettsteinina
- Zeuctomorpha